# Sola (Togo)
Pour les articles homonymes, voir Sola.
Sola (ou Solla) est une petite ville du Togo.

## Géographie
Sola est situé à environ 75 km de Kara, dans la région de la Kara, chef-lieu du canton de Sola. La plupart de la population appartient aux Biyobè, dont la langue est le miyobé. Remarquables dans la tradition des Biyobè sont les multiples fêtes d'initiation comme la fête Itchompi (tous les années paires en mars) et la fête Asagou (tous les 5 ans) qui a eu lieu 2014.

## Vie économique
- Coopérative paysanne
- marché de mardi soir
- Agence de MUCAT

## Lieux publics
- École primaire
- CEG, avec internet et bibliothèque
- Lycée
- Affaires sociales
- Dispensaire
- Gendarmerie
- Paroisse catholique "St. Augustin"

## Sport
- équipe masculine de football "Akina" (les lions)
- équipe féminine de volleyball "les Hirondelles"
- Marathon de Sola une fois par an

1. ↑  Ethnologue [soy].